# Hayle Adi Bota
Hayle Adi Bota (ou Haylē Ādī Bota ou simplement Bota) est une ville du sud de l'Érythrée située dans la région du Debub-Keih-Bahri, dans le district du Denkalya méridional. La ville se trouve à 3 km au nord de l'aéroport d'Assab.